# Wereldkampioenschap superbike van Sentul 1997
Het wereldkampioenschap superbike van Sentul 1997 was de twaalfde en laatste ronde van het wereldkampioenschap superbike en de elfde en laatste ronde van de wereldserie Supersport 1997. De races werden verreden op 12 oktober 1997 op het Sentul International Circuit nabij Bogor, Indonesië.

## Superbike
Coureurs die deelnamen aan het Europees kampioenschap superbike en coureurs die deelnamen met motorfietsen die aan andere technische reglementen voldeden, kwamen niet in aanmerking om punten te scoren in het wereldkampioenschap.

### Race 1
| Pos | Nr | Rijder               | Constructeur | Rondes | Tijd                | Grid | Punten |
| --- | -- | -------------------- | ------------ | ------ | ------------------- | ---- | ------ |
| 1   | 3  | John Kocinski        | Honda        | 25     | 36:51.314           | 1    | 25     |
| 2   | 2  | Aaron Slight         | Honda        | 25     | +0.055              | 4    | 20     |
| 3   | 4  | Carl Fogarty         | Ducati       | 25     | +2.123              | 2    | 16     |
| 4   | 8  | Akira Yanagawa       | Kawasaki     | 25     | +7.049              | 7    | 13     |
| 5   | 41 | Noriyuki Haga        | Yamaha       | 25     | +13.430             | 6    | 11     |
| 6   | 22 | Scott Russell        | Yamaha       | 25     | +28.307             | 8    | 10     |
| 7   | 33 | John Reynolds        | Ducati       | 25     | +29.402             | 11   | 9      |
| 8   | 11 | Mike Hale            | Suzuki       | 25     | +35.963             | 12   | 8      |
| 9   | 12 | James Whitham        | Suzuki       | 25     | +38.853             | 10   | 7      |
| 10  | 31 | Igor Jerman          | Kawasaki     | 25     | +49.095             | 15   | 6      |
| 11  | 17 | Pere Riba            | Honda        | 25     | +54.017             | 14   | 5      |
| 12  | 14 | Makoto Suzuki        | Ducati       | 25     | +1:00.014           | 16   | 4      |
| 13  | 77 | Simon Yudha Kusuma   | Kawasaki     | 23     | +2 ronden           | 19   | 3      |
| DNF | 6  | Simon Crafar         | Kawasaki     | 11     | Uitgevallen         | 5    |        |
| DNF | 75 | Joenzindy Gozali     | Kawasaki     | 7      | Uitgevallen         | 20   |        |
| DNF | 7  | Pierfrancesco Chili  | Ducati       | 5      | Uitgevallen         | 3    |        |
| DNF | 9  | Neil Hodgson         | Ducati       | 5      | Uitgevallen         | 9    |        |
| DNF | 10 | Christian Lavieille  | Honda        | 5      | Uitgevallen         | 17   |        |
| DNF | 44 | Sean Emmett          | Ducati       | 3      | Uitgevallen         | 13   |        |
| DNS | 15 | Piergiorgio Bontempi | Kawasaki     | 0      | Niet gestart        | 18   |        |
| DNQ | 76 | Bar Effendi          | Kawasaki     | 0      | Niet gekwalificeerd |      |        |
| DNQ | 73 | Rod Scott            | Kawasaki     | 0      | Niet gekwalificeerd |      |        |

### Race 2
| Pos | Nr | Rijder               | Constructeur | Rondes | Tijd                | Grid | Punten |
| --- | -- | -------------------- | ------------ | ------ | ------------------- | ---- | ------ |
| 1   | 4  | Carl Fogarty         | Ducati       | 25     | 36:37.726           | 2    | 25     |
| 2   | 8  | Akira Yanagawa       | Kawasaki     | 25     | +7.767              | 7    | 20     |
| 3   | 41 | Noriyuki Haga        | Yamaha       | 25     | +7.797              | 6    | 16     |
| 4   | 2  | Aaron Slight         | Honda        | 25     | +7.978              | 4    | 13     |
| 5   | 22 | Scott Russell        | Yamaha       | 25     | +8.840              | 8    | 11     |
| 6   | 12 | James Whitham        | Suzuki       | 25     | +26.629             | 10   | 10     |
| 7   | 9  | Neil Hodgson         | Ducati       | 25     | +28.829             | 9    | 9      |
| 8   | 44 | Sean Emmett          | Ducati       | 25     | +29.944             | 13   | 8      |
| 9   | 31 | Igor Jerman          | Kawasaki     | 25     | +46.484             | 15   | 7      |
| 10  | 14 | Makoto Suzuki        | Ducati       | 25     | +50.264             | 16   | 6      |
| 11  | 17 | Pere Riba            | Honda        | 25     | +51.687             | 14   | 5      |
| 12  | 10 | Christian Lavieille  | Honda        | 24     | +1 ronde            | 17   | 4      |
| 13  | 77 | Simon Yudha Kusuma   | Kawasaki     | 23     | +2 ronden           | 19   | 3      |
| DNF | 6  | Simon Crafar         | Kawasaki     | 24     | Uitgevallen         | 5    |        |
| DNF | 3  | John Kocinski        | Honda        | 24     | Uitgevallen         | 1    |        |
| DNF | 11 | Mike Hale            | Suzuki       | 10     | Uitgevallen         | 12   |        |
| DNF | 75 | Joenzindy Gozali     | Kawasaki     | 7      | Uitgevallen         | 20   |        |
| DNF | 7  | Pierfrancesco Chili  | Ducati       | 4      | Uitgevallen         | 3    |        |
| DNF | 33 | John Reynolds        | Ducati       | 2      | Uitgevallen         | 11   |        |
| DNS | 15 | Piergiorgio Bontempi | Kawasaki     | 0      | Niet gestart        | 18   |        |
| DNQ | 76 | Bar Effendi          | Kawasaki     | 0      | Niet gekwalificeerd |      |        |
| DNQ | 73 | Rod Scott            | Kawasaki     | 0      | Niet gekwalificeerd |      |        |

## Supersport
| Pos | Nr | Rijder               | Constructeur | Rondes | Tijd         | Grid | Punten |
| --- | -- | -------------------- | ------------ | ------ | ------------ | ---- | ------ |
| 1   | 6  | Vittoriano Guareschi | Yamaha       | 25     | 39:12.899    | 4    | 25     |
| 2   | 34 | Yves Briguet         | Suzuki       | 25     | +0.781       | 1    | 20     |
| 3   | 24 | Stéphane Chambon     | Ducati       | 25     | +5.119       | 8    | 16     |
| 4   | 17 | Stéphane Mertens     | Suzuki       | 25     | +15.645      | 7    | 13     |
| 5   | 27 | Rubén Xaus           | Honda        | 25     | +19.204      | 9    | 11     |
| 6   | 36 | Christophe Cogan     | Ducati       | 25     | +22.178      | 13   | 10     |
| 7   | 32 | Marc Garcia          | Honda        | 25     | +22.927      | 16   | 9      |
| 8   | 31 | Marco Risitano       | Kawasaki     | 25     | +29.380      | 12   | 8      |
| 9   | 2  | Massimo Meregalli    | Yamaha       | 25     | +30.418      | 5    | 7      |
| 10  | 7  | Thomas Körner        | Ducati       | 25     | +36.024      | 15   | 6      |
| 11  | 30 | Wilco Zeelenberg     | Yamaha       | 25     | +40.645      | 14   | 5      |
| 12  | 14 | Fred Bayens          | Honda        | 25     | +41.114      | 21   | 4      |
| 13  | 90 | Bernhard Schick      | Ducati       | 25     | +1:14.390    | 19   | 3      |
| DNF | 41 | Michaël Paquay       | Honda        | 22     | Uitgevallen  | 6    |        |
| DNF | 35 | Giovanni Bussei      | Suzuki       | 22     | Uitgevallen  | 10   |        |
| DNF | 1  | Fabrizio Pirovano    | Ducati       | 15     | Uitgevallen  | 2    |        |
| DNF | 26 | Paolo Casoli         | Ducati       | 10     | Uitgevallen  | 3    |        |
| DNF | 22 | Bernard Garcia       | Ducati       | 9      | Uitgevallen  | 17   |        |
| DNF | 44 | Francisco Riquelme   | Ducati       | 6      | Uitgevallen  | 20   |        |
| DNF | 25 | Serafino Foti        | Bimota       | 4      | Uitgevallen  | 11   |        |
| DNF | 13 | Jeffry de Vries      | Yamaha       | 3      | Uitgevallen  | 18   |        |
| DNS | 38 | Mario Innamorati     | Yamaha       | 0      | Niet gestart |      |        |

## Eindstanden na wedstrijd

### Superbike
| Pos | Nr | Rijder         | Team     | Punten |
| --- | -- | -------------- | -------- | ------ |
| 1   | 3  | John Kocinski  | Honda    | 416    |
| 2   | 4  | Carl Fogarty   | Ducati   | 358    |
| 3   | 2  | Aaron Slight   | Honda    | 343    |
| 4   | 8  | Akira Yanagawa | Kawasaki | 247    |
| 5   | 6  | Simon Crafar   | Kawasaki | 234    |

### Supersport
| Pos | Nr | Rijder               | Team   | Punten |
| --- | -- | -------------------- | ------ | ------ |
| 1   | 26 | Paolo Casoli         | Ducati | 145    |
| 2   | 6  | Vittoriano Guareschi | Yamaha | 144    |
| 3   | 34 | Yves Briguet         | Suzuki | 134    |
| 4   | 24 | Stéphane Chambon     | Ducati | 119    |
| 5   | 2  | Massimo Meregalli    | Yamaha | 96     |

1994 · 1995 · 1996 · 1997